# Виборчий округ 209
Виборчий округ 209 — виборчий округ в Чернігівській області. В сучасному вигляді був утворений 28 квітня 2012 постановою ЦВК № 82 (до цього моменту існувала інша система виборчих округів). Окружна виборча комісія цього округу розташовується в приміщенні Ніжинського міського будинку культури за адресою м. Ніжин, вул. Батюка, 16.
До складу округу входять місто Ніжин, а також Варвинський, Ніжинський, Носівський і Срібнянський райони та частина Ічнянського району (окрім міста Ічня і територій на північний схід від нього). Виборчий округ 209 межує з округом 208 на півночі і на північному сході, з округом 161 на сході, з округом 151 на південному сході, з округом 210 на півдні, з округом 98 на південному заході та з округом 210 на заході. Виборчий округ № 209 складається з виборчих дільниць під номерами 740134-740152, 740202-740203, 740205-740207, 740210, 740212-740214, 740216-740217, 740219-740220, 740222-740224, 740226-740227, 740229-740230, 740233-740234, 740237-740238, 740457-740501, 740550-740580, 740760-740782 та 740923-740948.

## Народні депутати від округу
| Ім'я                        | Фото | Партія         | Скликання | Дата набуття повноважень | Дата припинення повноважень |
| --------------------------- | ---- | -------------- | --------- | ------------------------ | --------------------------- |
| Куровський Іван Іванович    |      | самовисуванець | 7-ме      | 12 грудня 2012           | 27 листопада 2014           |
| Кодола Олександр Михайлович |      | Народний фронт | 8-ме      | 27 листопада 2014        | 29 серпня 2019              |
| Зуб Валерій Олексійович     |      | Слуга народу   | 9-те      | 29 серпня 2019           |                             |

## Результати виборів

### Парламентські

#### 2019
Кандидати-мажоритарники:
- Зуб Валерій Олексійович (Слуга народу)
- Кодола Олександр Михайлович (самовисування)
- Гунько Анатолій Григорович (Батьківщина)
- Харченко Олександр Володимирович (Сила і честь)
- Бузун Олег Віталійович (Радикальна партія)
- Болоховець Юрій Віталійович (Аграрна партія України)
- Шадура Сергій Миколайович (Опозиційна платформа — За життя)
- Зуб Валерій Васильович (самовисування)
- Брюховецький Володимир Борисович (Свобода)
- Коросько Іван Володимирович (Європейська Солідарність)
- Ковтун Алла Юріївна (самовисування)
- Зубицька Любов Миколаївна (самовисування)
- Ситнік Олег Денисович (Опозиційний блок)
- Зуб Григорій Леонідович (самовисування)
- Хахуда Юрій Михайлович (самовисування)
- Вайло Олександр Григорович (самовисування)
- Бурковський Костянтин Геннадійович (самовисування)
- Івченко Микола Сергійович (самовисування)
- Іллюшко Віктор Володимирович (самовисування)

#### 2014
Кандидати-мажоритарники:
- Кодола Олександр Михайлович (Народний фронт)
- Зуб Валерій Олексійович (самовисування)
- Волощук Олег Георгійович (Радикальна партія)
- Боровик Валерій Анатолійович (самовисування)
- Салогуб Валерій Володимирович (Батьківщина)
- Івашин Вячеслав Анатолійович (самовисування)
- Смаль Ігор Вікторович (самовисування)
- Дубина Олександр Михайлович (самовисування)
- Полуда Микола Миколайович (самовисування)
- Бакуменко Петро Іванович (самовисування)
- Делія Сергій Миколайович (Сильна Україна)
- Ухо Руслан Валерійович (Комуністична партія України)
- Авраменко Олексій Михайлович (Опозиційний блок)
- Дєдкова Ірина Станіславівна (Блок лівих сил України)
- Походня Анатолій Олександрович (самовисування)

#### 2012
Кандидати-мажоритарники:
- Куровський Іван Іванович (самовисування)
- Боровик Валерій Анатолійович (Свобода)
- Кубрак Віталій Михайлович (УДАР)
- Полуда Микола Миколайович (самовисування)
- Герасименко Василь Петрович (Комуністична партія України)
- Марченко Валерій Анатолійович (самовисування)
- Безпалий Олександр Вікторович (Радикальна партія)
- Харченко Олександр Володимирович (самовисування)
- Лозян Федір Миколайович (самовисування)
- Пучка Ігор Вячеславович (Народна партія)
- Ніженець Леонід Васильович (самовисування)
- Білоусенко Максим Валерійович (самовисування)
- Морозенко Лідія Дмитрівна (самовисування)

## Явка
Явка виборців на окрузі: